# Station Persan - Beaumont
Station Persan - Beaumont is een spoorwegstation aan de spoorlijnen Pierrelaye - Creil en Épinay-Villetaneuse - Le Tréport-Mers. Het ligt in de Franse gemeente Persan, vlak bij Beaumont-sur-Oise in het departement Val-d'Oise (Île-de-France).

## Geschiedenis
Het station werd op 20 juni 1846 geopend. Het station werd gebombardeerd in augustus 1944, een nieuw stationsgebouw werd in 1955 opgeleverd. Dit gebouw werd bij de elektrificatie van de sectie Persan-Beaumont - Beauvais in 1999 vervangen door nieuwbouw.

## Ligging
Het station is een knooppuntstation, op de kruising van de spoorlijnen Pierrelaye - Creil en Épinay-Villetaneuse - Le Tréport-Mers. Het ligt op kilometerpunt 36,545 van de spoorlijn Épinay-Villetaneuse - Le Tréport-Mers en op kilometerpunt 46,022 van de spoorlijn Pierrelaye - Creil.

## Diensten
Het station wordt aangedaan door verschillende treinen van Transilien lijn H:
- Tussen Paris-Nord en dit station, via Montsoult - Maffliers
- Tussen Paris-Nord en dit station, via Ermont - Eaubonne
- Tussen Pontoise en Creil. Sommige treinen hebben dit station als eindpunt.

Ook doen treinen van TER Hauts-de-France tussen Paris-Nord en Beauvais, en treinen van Nomad Train op de route Paris-Nord-Beauvais-Le Tréport-Mers het station aan.

## Vorige en volgende stations
| Richting | Vorig station     | Lijn    | Volgend station    | Richting                               |
| -------- | ----------------- | ------- | ------------------ | -------------------------------------- |
| Eindpunt | Eindpunt          | Trans H | Nointel - Mours    | Paris-Nord (via Montsoult - Maffliers) |
| Eindpunt | Eindpunt          | Trans H | Champagne-sur-Oise | Paris-Nord (via Ermont - Eaubonne)     |
| Creil    | Bruyères-sur-Oise | Trans H | Champagne-sur-Oise | Pontoise                               |